# Sasha Calle
Sasha Calle (tiếng Tây Ban Nha: [ˈsaʃa ˈkaʝe], sinh ngày 7 tháng 8 năm 1995) là nữ diễn viên người Mỹ. Cô từng thủ vai chính trong phim truyền hình The Young and the Restless (2018 - 2021), qua đó nhận được một đề cử giải Daytime Emmy. Năm 2023, cô vào vai Supergirl trong phim siêu anh hùng The Flash.

## Thời thơ ấu
Sasha Calle sinh ra ở thành phố Boston, Massachusetts. Cô là người gốc Colombia. Năm 10 tuổi, cô và mẹ trở về Colombia sống, hai năm sau họ quay lại Mỹ. Năm 17 tuổi, Calle chuyển từ Miami đến Los Angeles để học Học viện Sân khấu và Âm nhạc Hoa Kỳ, cô tốt nghiệp năm 2017 với bằng Cử nhân Nghệ thuật.

## Sự nghiệp
Tháng 9 năm 2018, Calle tham gia phim truyền hình The Young and the Restless của đài CBS với vai Lola Rosales. Cô đóng chính trong hơn 270 tập và nhận được một đề cử giải Daytime Emmy năm 2020 ở hạng mục Diễn viên trẻ nổi bật trong phim truyền hình. Ở lĩnh vực điện ảnh, phim đầu tay của cô là  Supergirl trong phim siêu anh hùng The Flash, thuộc vũ trụ Mở rộng DC (DCEU).

## Danh sách phim

### Điện ảnh
| Năm  | Tên             | Vai                     | Ghi chú | Ct     |
| ---- | --------------- | ----------------------- | ------- | ------ |
| 2023 | The Flash       | Kara Zor-El / Supergirl |         | [ 13 ] |
| NA   | On Swift Horses | Sandra                  | Hậu kỳ  | [ 15 ] |

### Truyền hình
| Năm       | Tên                        | Vai          | Ghi chú    | Ct    |
| --------- | -------------------------- | ------------ | ---------- | ----- |
| 2017      | Socially Awkward           | Virginia     | Sê-ri ngắn | [ 9 ] |
| 2018–2021 | The Young and the Restless | Lola Rosales | Vai chính  | [ 3 ] |